# بهمن شعله‌ور
بهمن شعله‌ور (زادهٔ ۱۷ بهمن ۱۳۱۹ در تهران) رمان‌نویس، شاعر، ادیب، مترجم، منتقد، روانپزشک و مبارز سیاسی ایرانی است که کار نوشتن و ترجمه را از سال‌های جوانی شروع کرد.

## زندگی
بهمن شعله‌ور در بهمنِ ۱۳۱۹ در تهران در خانواده‌ای سیاسی به دنیا آمد. پدربزرگِ پدریش از مجاهدین صدر مشروطیت و از همراهان ستارخان و باقرخان، و مادربزرگ پدریش خواهر شیخ محمد خیابانی بود. پدر وی، نخستین فارغ‌التحصیل دانشکده حقوق دانشگاه تهران، قاضی، وکیل دادگستری، روزنامه‌نگار و ناشر و سردبیر روزنامهٔ شعله‌ور بود. به شش زبان آشنایی داشت و یک کتاب کوچک شعر هم در جوانی منتشر کرده بود. مادرش جزو نخستین گروه فارغ‌التحصیلان مدرسه پرستاری دانشگاه تهران بود.

## تحصیل
بهمن شعله‌ور، تحصیلات ابتدائی و متوسطه را در تهران گذراند و دانشکده پزشکی دانشگاه تهران را تا دوره انترنی دنبال کرد؛ ولی پیش از پایان دوره انترنی و گرفتن درجه دکترای پزشکی، با پذیرفتن یک پست دیپلماتیک با سمت دبیر اقتصادی پیمان سنتو، در سال ۱۹۶۵ ایران را بقصد ترکیه ترک گفت. پیش‌بینی کرده بود که پس از چاپ رمان سفر شب جانش در ایران در خطر خواهد بود. سفر شب پس از گذشتن از هفت خوان سانسور در ایران در سال ۱۹۶۷ در تهران چاپ و پس از چند ماهی تحریم و جمع‌آوری شد.

## مهاجرت به آمریکا
نویسنده برای حفظ جانش از طریق ترکیه با گذرنامه سیاسی به آمریکا گریخت و با پذیرش یک «فلوشیپ» از «برنامه نویسندگان بین‌المللی» دانشگاه آیوا و یک «اسکولارشیپ» از همان دانشگاه به تحصیل ادبیات پرداخت. (تا آن زمان یک لیسانس ادبیات انگلیس از دانشگاه کمبریج و یک .B.A از دانشگاه تکزاس شمالی گرفته بود) پس از گرفتن درجات .M.A و .M.F.A و .Ph.D در ادبیات انگلیس و ادبیات جدید از دانشگاه «آیوا» (۱۹۶۸–۱۹۷۳) به تحصیلات پزشکی خود ادامه داد، از دانشگاه «هانمن» فیلادلفیا دکترای پزشکی گرفت(۱۹۷۶)، دوره تخصصی روانپزشکی را گذراند و در دانشگاه توماس جفرسن فیلادلفیا مشغول به تدریس شد. او فلوی انتخابی کالج پزشکان فیلادلفیا و عضو انتخابی آکادمی علوم نیویورک است.
از سال ۱۹۶۷ تا انقلاب سال ۱۹۷۹ در ایران، شعله‌ور در آمریکا علیه رژیم سلطنتی و نقض حقوق بشر و سلب آزادی‌ها در ایران مبارزه می‌کرد. پس از سقوط رژیم پادشاهی و برقراری رژیم تازه مذهبی در ایران، او با رژیم تازه همانسان به مبارزه پرداخت. در شعر «سرودی برای انقلاب» که پس از برقراری «جمهوری اسلامی» در سال ۱۹۸۰ در روزنامه «ایرانشهر» چاپ کرد گفت:
| پیمانه‌ها و پیمان‌ها اینک شکسته‌اند،    |
| بر خاک ریخته‌است خون شهیدان برای هیچ. |
| صدها امید خام بر باد رفته‌است.        |
| این دیو نیک صورت بار دگر پس از هزار  |
| ما را فریفته‌است. جلاد تاجدار رفته‌است |
| بر مسندش دستار بند جلاد….            |
| بازی ولی همان است بازیگران همان،     |
| با صد نقاب تازه اما با یک تفاوت:     |
| رزمندگان صحنه دیروز                  |
| قربانیان بازی امروزند.               |

## فعالیت‌های حرفه‌ای

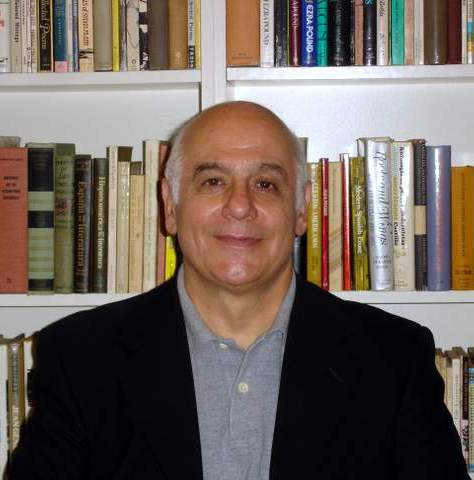

در هجده و نوزده سالگی خشم و هیاهو ویلیام فاکنر و سرزمین هرز تی. اس. الیوت را به فارسی برگرداند و این دو هنوز به عنوان برجسته‌ترین کارهای ترجمه در زبان فارسی شهرت دارند. در سال ۱۹۶۷ پس از تحریم و جمع‌آوری نخستین رمانش بنام سفر شب در ایران، از ترکیه به ایالات متحده آمریکا مهاجرت کرد و در سال ۱۹۸۱ دارای تابعیت دوگانه ایران و آمریکا شد. با آنکه بیشتر نوشته‌های او در چهل و دو سال گذشته به زبان انگلیسی بوده و در خارج از ایران منتشر شده؛ با آنکه رمان سفر شب او هنوز در ایران تحریم شده‌است(اگرچه هزاران نسخه قاچاقی آن فروخته شده و می‌شود)؛ و با آنکه به آخرین رمان فارسیش بی لنگر مجوز چاپ در ایران داده نشده‌است، در آخرین بررسیهای منتقدان ایرانی، برخی او را «موثرترین داستان‌نویس چهل سال گذشته ادبیات فارسی» خوانده‌اند؛«نویسنده‌ای که بیش از همه بر نویسندگان نسل‌های جوانتر اثر گذاشته‌است.»
او حرفه‌های دیگری چون دیپلمات، پزشک، روانپزشک، استاد دانشگاه در ادبیات و در روانپزشکی، و مفسر رادیو و تلویزیون داشته‌است و سخنرانیها و سمینارهای او دربارهٔ «خلاقیت هنری» و «بررسی روانی هنر و هنرمند» شهرت جهانی دارند. در چهل و دو سال گذشته شعله‌ور وقت خود را میان حرفه نویسندگی، حرفه پزشکی، تدریس ادبیات و روانپزشکی در دانشگاه‌های مختلف آمریکا، و مبارزه برای دفاع از آزادی و حقوق بشر ایرانیان به‌طور اعم، و به‌خصوص آزادی زنان و آزادگی قلم و خلاقیت هنری برای هنرمندان، تقسیم کرده‌است. بین سالهای ۱۹۷۸ و ۱۹۸۲ او در برنامه‌های رادیو و تلویزیونی آمریکا، کانادا و انگلستان از قبیل Canada AM و McNeil-Lehrer Report به تفسیر سیاسی امور ایران و خاور میانه می‌پرداخت. او به زبان‌های فارسی، انگلیسی، اسپانیائی، ایتالیائی و فرانسه می‌نویسد و آثاری به این زبانها (از جمله ترجمه آثار خود از زبانی به زبان دیگر) منتشر کرده‌است. آخرین رمان انگلیسی او ناوبری کور به سال ۱۹۹۲ و آخرین مجموعه شعر انگلیسی او Rooted in Volcanic Ashes به سال ۱۹۸۸ نامزد جوائز پولیتزر و جایزه کتاب ملی بودند.
او در شب شعر نشر چشمه اشعار انگلیسی خود را برای نخستین بار در ایران قرائت کرده‌است.

## فعالیت سیاسی
در آغاز انقلاب سخنگوی جبهه ملی در کشور آمریکا بود و همچنین به عنوان مفسر سیاسی ضد رژیم پهلوی در شبکه‌های مشهور تلویزیونی فعالیت کرد.
شعله‌ور مصاحبه در رادیو فرهنگ وبی‌بی‌سی داشته‌است.

## فعالیت‌های دیگر
وی دارای دکترای زبان انگلیسی و روانپزشکی است و همچنین دبیر اقتصادی پیمان سنتو و همچنین روانکاو بخشی از سربازان آمریکایی در جنگ ویتنام بوده‌است.

## کتاب‌ها

### شعر
1. حماسهٔ مرگ، حماسهٔ زندگی، تهران، ۱۳۳۹.
2. Making Connection: Poems of Exile (Philadelphia:۱۹۷۹)
3. «سرودی برای انقلاب»، (شعر و هجو)،  ایرانشهر، دوره سوم، شماره ۷، اردیبهشت ماه ۱۳۶۰.
4. «پیمان خون»، (شعر و هجو)، ایرانشهر، دوره سوم، شماره ۱۶، نوزدهم تیرماه ۱۳۶۰.
5. The Angel with Bush-Baby Eyes and other poems (Philadelphia:۱۹۸۲)
6. The Love Song of Achilles and other poems (Philadelphia:۱۹۸۲)
7. Odysseus' Homecoming (Philadelphia:۱۹۸۲)
8. The New Adam: Poems of Renewal (Philadelphia:۱۹۸۲)
9. Rooted in Volcanic Ashes (Philadelphia:۱۹۸۸)
10. "Four poems" in North Atlantic Review: Writers in Exile, No ۴٬۱۹۹۲.
11. Il Rimpatrio d'Odysseo/ Odysseus' Homecoming (Philadelphia:۲۰۰۹)

### رمان
1. سفر شب، انتشارات خوشه، تهران، ۱۳۴۵.
2. The Night's Journey & the Coming of the Messiah, No. 7 in Modern Persian Literature Series of Columbia University's  Bibliotheca Persica (Philadelphia: ۱۹۸۴)
3. Excerpts from the novel Dead Reckoning, in North Atlantic Review:  Writers in Exile, No 4, 1992.
4. Dead Reckoning (Philadelphia: ۱۹۹۲)
5. A La Deriva (Philadelphia: ۲۰۰۹
6. Alla Deriva (Philadelphia: ۲۰۰۹)
7. À La Dérive (Philadelphia: ۲۰۰۹)
8. بی لنگر (Philadelphia: ۲۰۰۹)
9. سفر شب (Philadelphia: ۲۰۰۹)

### نقد
1. «دربارهٔ خشم و هیاهو و ویلیام فاکنر»، پیش گفتار مترجم، خشم و هیاهو، انتشارات نیل، تهران، ۱۳۳۸.
2. «دربارهٔ سرزمین هرز تی اس. الیوت»، مجله آرش، دوره دوم، شماره دو، زمستان ۴۳.
3. "The Creative Process: A Psychoanalytic Discussion" in The Arts in Psychotherapy Journal, Vol. 8, No. 2, 1981, New York.
4. The Creative Process: A Psychoanalytic Discussion (with W. G. Niederland) (Philadelphia:۱۹۸۴)
5. "Iran: A history of mysticism, poetry and revolution," Philadelphia Inquirer, Jan. ۵، ۱۹۸۶.
6. «ایران: تاریخچه تصوف، شعر و انقلاب»، در ژورنال ماهانه پر، واشینگتن، فوریه-مارس ۱۹۸۶.
7. "AFRAŠTAH, Mohammad Ali", in Encyclopædia Iranica, Vol. 1, Fascicle 6, London, Boston, Melbourne and Henley, 1984.
8. «نظری تازه به سرزمین هرز تی.اس. الیوت»، پیش گفتار سرزمین هرز، انتشارات چشمه، تهران، ۱۳۸۶.
9. «هنوز بیاد آن صدا هستم»، (یادبود احمد شاملو)، شهروند امروز، شماره پیاپی ۵۹، ۱۸ آذر ۱۳۸۶.

### ترجمه به فارسی
1. ترجمان رنجها، مجموعه داستان از استاین بک، همینگوی و چخوف، با پیشگفتار مترجم، تهران ۱۳۳۵.
2. ویلیام فاکنر:  خشم و هیاهو The Sound and the Fury، تهران، ۱۳۳۸٬۱۳۳۹، ۱۳۴۰... ۱۳۸۶.
3. پیروزی بر تب زرد، از رالف ن. هیل، انتشارات نیل، انتشارات امیرکبیر، تهران ۱۳۳۹.
4. از کلبه چوبین تا کاخ سفید: زندگینامه آبراهام لینکلن، از سترلینگ نورث، تهران، ۱۳۳۹.
5. تی.اس. الیوت:  سرزمین هرزThe Waste Land، مجله آرش، دوره دوم، شماره دو، تهران، زمستان۱۳۴۳.
6. تی.اس. الیوت: سرزمین هرز The Waste Land، انتشارات چشمه، تهران، ۱۳۸۶.

### ویرایش
1. The Creative Process: A Psychoanalytic Discussion (Philadelphi:۱۹۸۴).
2. Ceremonies: A Book of Poems by John High, (Philadelphia: ۱۹۸۴).